# Мінган (національний парк)
Національний заповідник архіпелагу Мінган (фр. Réserve de parc national de l'Archipel-de-Mingan) — національний парк, розташований у східному районі Квебеку, Канада, на північному березі затоки Святого Лаврентія. Тут розташований архіпелаг Мінган, мережа із 40 островів.

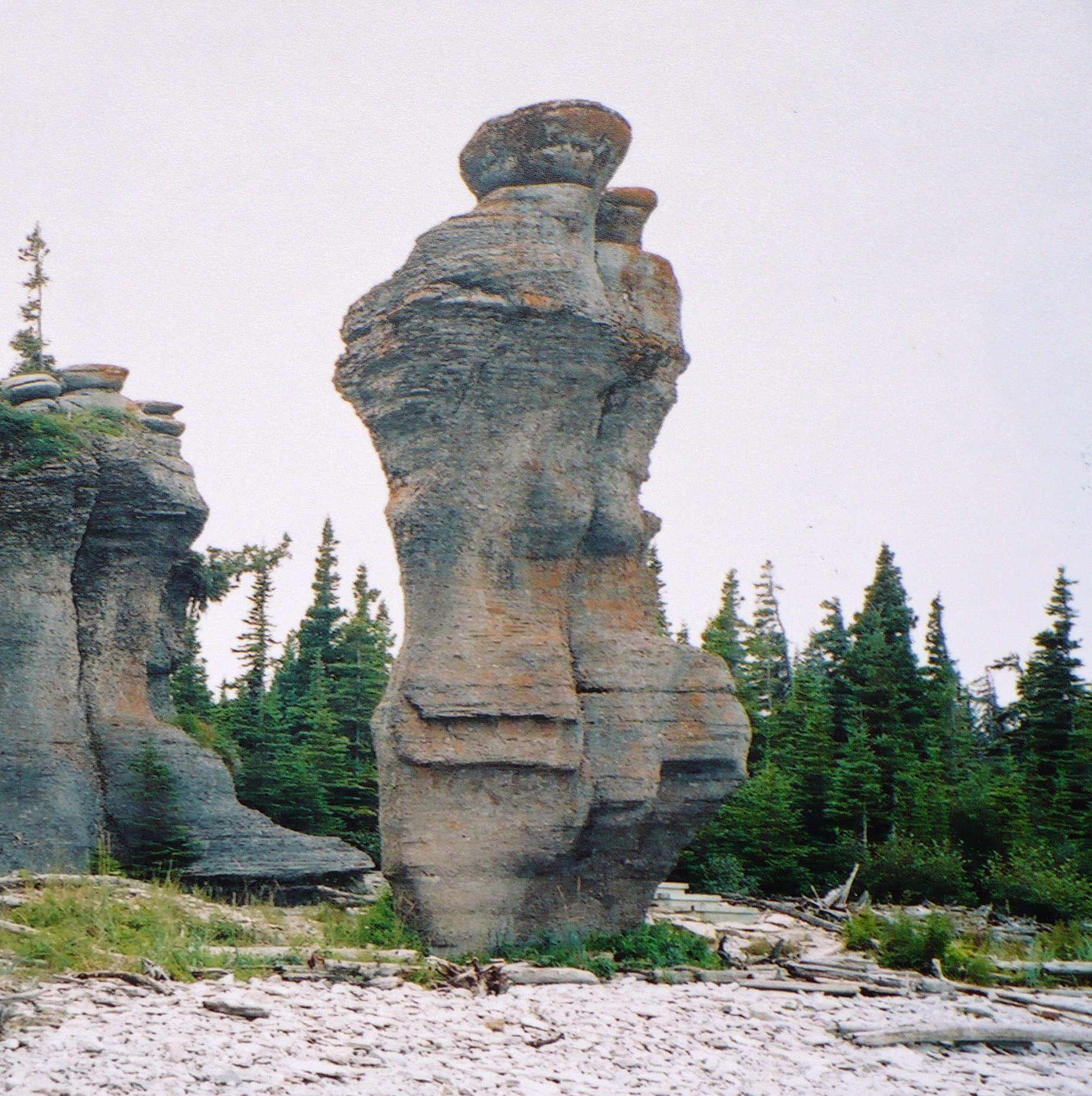
Моноліт La Grande Dame, 2003 рік

Острови утворилися, коли материк повільно піднімався після останнього зледеніння. Протягом останніх кількох тисяч років вапнякові скелі повільно розмивалися хвилями, мінливим рівнем моря та вітрами, а також сезонними заморозками та відтаванням. Результат — унікальний набір вапнякових скульптур, які утворюють найбільшу групу таких монолітів у Канаді.
Архіпелаг Мінган був представлений у серії документальних фільмів 2011 року «Проект національних парків», його режисер фільму Кетрін Мартін, а також Себастьян Грейнджер, Дженніфер Касл і Ден Верб.

## Фауна
Тварини, що населяють цей національний парк, — це бобри, річкові видри, ондатри, срібні лисиці, руді білки, зайці американські, руді лисиці, горностаї, певні види кажанів та низка дрібних гризунів. Іноді на певних островах біля узбережжя можна зустріти чорних ведмедів та лосів. Птахи, знайдені на островах, включають славку, вівсянку, білоголового орлана, скопу, горобцеподібні, ґаґу, крячка, буревісник, гагарку та кулика. Морські тварини, що населяють офшорні зони, — це сірі тюлені, малі полосатики, дельфіни, морські тюлені, горбаті кити, морські свині, смугачі фінвали та лисуни гренландські.